# 深成岩

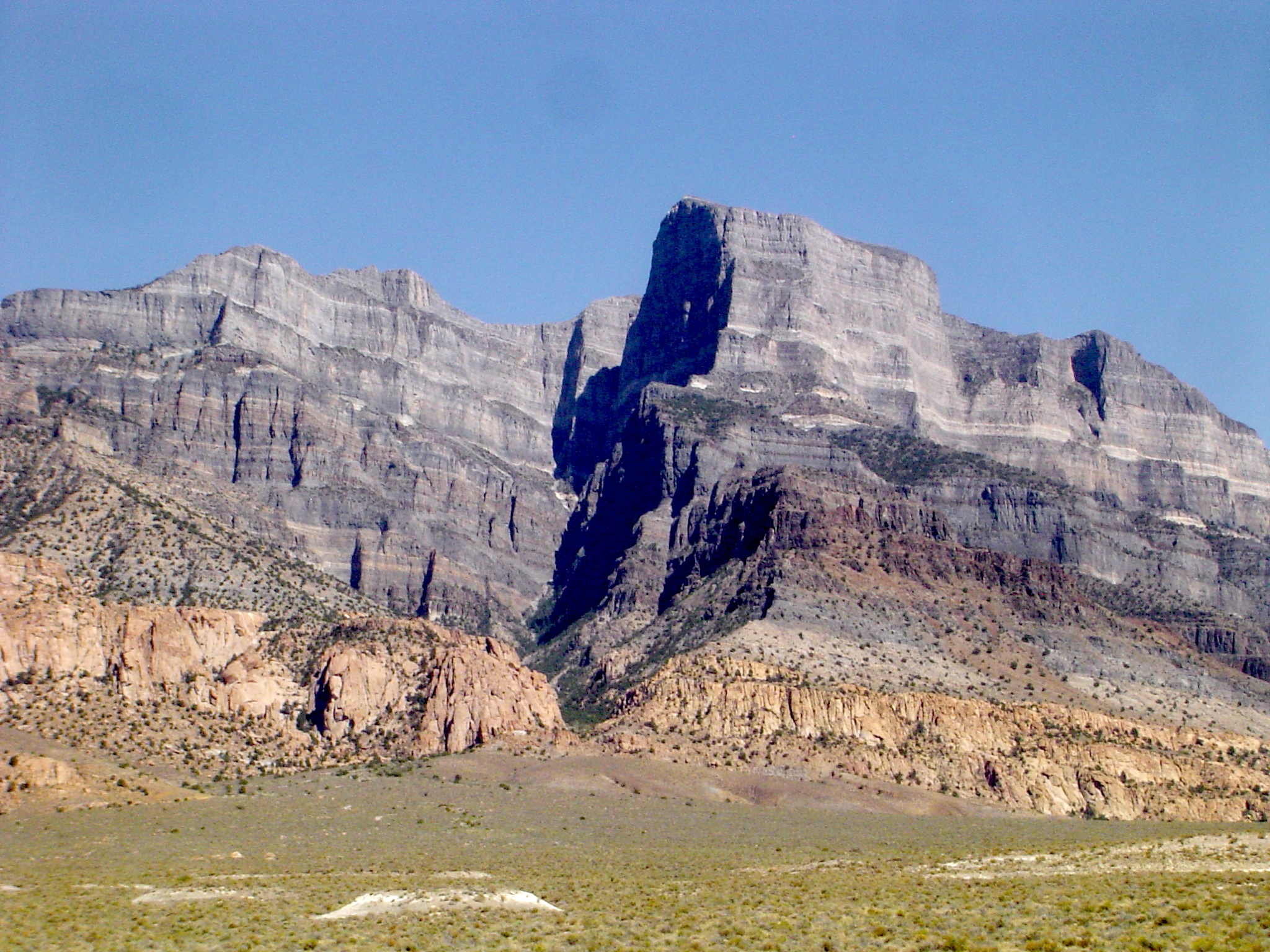
犹他州的Notch Peak的侏罗纪深成岩：紫色的二長岩侵入灰色沉积岩之下，随地层抬升而暴露。

深成岩（英語：plutonic rock）是一種火成岩，生成于地壳的较深處(>2 km)，因為在地下缓慢冷却，使得矿物具有大的结晶粒度。常为斑岩纹理。常见的深成岩有花崗岩、辉绿岩(粗玄岩)。
另一概念侵入岩（英語：intrusive rock）是指由火成侵入作用形成的火成岩，經常被視為深成岩的同義詞。

## 語源
这个英文术语起源于罗马神话中地下世界的主宰冥王普鲁托。十八世纪末水成论与火成论的地质学大论战时命名。也被視為火成侵入的同義詞。